# Günter Brosche
Günter Brosche (* 17. Februar 1939 in Wien; † 27. März 2023 ebenda) war ein österreichischer Theaterwissenschaftler und Bibliothekar, als solcher war er Leiter der Musiksammlung der Österreichischen Nationalbibliothek.

## Werdegang und Karriere
Günter Brosche studierte Theater- und Musikwissenschaft und schloss sein Studium mit einer theaterwissenschaftlichen Promotion ab. Von 1964 bis 2002 wirkte er primär als Bibliothekar in der Österreichischen Nationalbibliothek. Von 1981 bis 2002 hatte er die Direktion von deren Musiksammlung inne.
Brosche war darüber hinaus stets wissenschaftlich tätig. Ab 1975 fungierte er auch als Generalsekretär der Internationalen Richard Strauss-Gesellschaft mit Sitz in Wien. Er war dann auch leitender Herausgeber der zweimal jährlich erscheinenden Richard Strauss-Blätter.
Außerdem war Brosche Berater der Edition der Konversationshefte von Ludwig van Beethoven und Herausgeber zahlreicher musikwissenschaftlicher Publikationen. Er trat hier insbesondere als Richard-Strauss-Forscher hervor, verfasste eine Strauss-Bibliografie und edierte die Briefwechsel von Richard Strauss mit den Dirigenten Franz Schalk und Clemens Krauss.